# Gare de Ribécourt
La gare de Ribécourt est une gare ferroviaire française située sur le territoire de la commune de Ribécourt-Dreslincourt, dans le département de l'Oise, en région Hauts-de-France.
C'est une gare de la Société nationale des chemins de fer français (SNCF), desservie par des trains régionaux du réseau TER Hauts-de-France.

## Situation ferroviaire
Cette gare est située au point kilométrique 96,821 de la ligne de Creil à Jeumont. Son altitude est de 40 m.

## Histoire
Le premier bâtiment voyageurs était un bâtiment bas, sans étage, constitué d'une partie centrale sous toiture à deux croupes, flanquée de deux petites ailes à toiture à faible pente. Ce très petit bâtiment était plus bas que la maison de garde-barrière et la halle à marchandises.
Durant la seconde moitié du XXe siècle, le bâtiment d’origine est remplacé par une nouvelle construction, plus grande et plus haute.

## Service des voyageurs

### Accueil
Gare SNCF, elle dispose d'un bâtiment voyageurs, avec guichets, ouvert du mercredi à vendredi de 6h30 à 13h45 et fermé les lundis, mardis, samedis, dimanches et jours fériés. Elle est équipée d'automates pour l'achat de titres de transport.
Une passerelle permet la traversée des voies et le passage d'un quai à l'autre.

### Desserte
Elle est desservie par les trains TER Hauts-de-France (relation de Paris-Nord à Saint-Quentin).
- 15 TER + 2 CAR TER (Ribécourt-Compiègne et Compiègne-Ribécourt) du lundi au vendredi
- 9 TER + 1 CAR TER (Ribécourt à Compiègne) le samedi
- 6 TER + 1 CAR TER (Tergnier à Compiègne) le dimanche et les jours fériés

### Intermodalité
La gare est desservie par les lignes 6321 et 6334 du réseau interurbain de l'Oise.

## Service des marchandises
Cette gare est ouverte au service du fret.

## Patrimoine ferroviaire
Le bâtiment actuel, vraisemblablement construit dans les années 1940, 1950 ou 1960, est un bâtiment en briques à toit à deux pentes, typique de l'après-guerre. Il comporte un étage, sous les combles.
Il n'y a plus de traces du passage à niveau, de la maison de garde-barrière et de la halle à marchandises.